# Oskar Eberhard Ulbrich
Oskar Eberhard Ulbrich (ur. 17 września 1879 w Berlinie, zm. 4 listopada 1952 tamże) – niemiecki botanik i mykolog.

## Życiorys
Studiował nauki przyrodnicze na Uniwersytecie Humboldtów w Berlinie, gdzie jego wykładowcami byli Adolf Engler i Simon Schwendener. W 1926 roku został kustoszem i profesorem w Muzeum Botanicznym w Berlinie, a w 1938 roku dyrektorem Hauptpilzstelle.

## Praca naukowa
Znany był z badań gatunków należących do rodzin szarłatowatych (Amaranthaceae), komosowatych (Chenopodiaceae) i goździkowatych (Caryophyllaceae). W 1934 roku podzielił komosowate na osiem podrodzin; Salicornioideae, Polycnemoideae, Chenopodioideae, Salsoloideae i inne. W 1911 r. wprowadził kolorowe diagramów do oznaczania zasięgów geograficznych roślin w okazach zielnikowych i broszurach. Zajmował się także grzybami, m.in. utworzył rodziny gnilicowate (Coniophoraceae) i korkówkowate (Phelloriniaceae). Opisał wiele nowych gatunków grzybów, ale obecnie liczne z nich są synonimami.
Przy nazwach naukowych utworzonych przez niego taksonów dodawane jest skrót jego nazwiska Ulbr. Uczczono go nazywając jego nazwiskiem rodzaj Ulbrichia Urb. i gatunki Chenopodium ulbrichii Aellen, Pieris ulbrichii H.Lév., Astragalus ulbrichii Kuntze, Abutilon ulbrichii Fryxell, Ranunculus ulbrichii Engl.